# David Pitt
David Thomas Pitt, baron Pitt de Hampstead (3 octobre 1913 - 18 décembre 1994) est un homme politique du parti travailliste britannique, un médecin généraliste et un activiste politique. Né à Grenade, il est le deuxième pair d'origine africaine à siéger à la Chambre des lords, obtenant une pairie à vie en 1975.

## Jeunesse et carrière
Né à Hampstead, paroisse de St. David, Grenade, Pitt fréquente l'école catholique romaine de St. David, puis l'école secondaire des garçons de Grenade, d'où il obtient la bourse d'études de l'île en 1932 pour poursuivre ses études à l'étranger . Il étudie la médecine à l'Université d'Édimbourg, où il est un membre actif de la Société socialiste de l'Université d'Édimbourg. Il obtient son diplôme avec les honneurs en 1938. Il s'est toujours préoccupé par les problèmes sociaux plus larges. Il est témoin de la pauvreté des classes populaires dans les bidonvilles d'Édimbourg et voit des similitudes avec la pauvreté rurale dont il a été témoin dans son enfance. Nicholas Rea, dans le British Medical Journal, déclare à propos de Pitt: "C'est dans les bidonvilles d'Edimbourg autant que dans les Caraïbes qu'il s'est convaincu des liens entre pauvreté, désavantage et mauvaise santé" . En 1936, il rejoint le mouvement travailliste.
Il retourne aux Caraïbes pour commencer sa carrière médicale, son premier emploi étant comme médecin de district à Saint-Vincent, suivi deux ans plus tard par un poste à Trinidad en tant que médecin à l'hôpital San Fernando. Poursuivant sa passion pour la justice sociale parallèlement à sa carrière médicale, il crée son propre cabinet général à San Fernando en 1941 et cette année-là, il est élu au conseil municipal de San Fernando. En 1943, il devient membre fondateur et chef du Parti national des Indes occidentales (WINP) - un parti socialiste dont le principal objectif est de garantir l'autonomie politique dans les Caraïbes. Sous Pitt, le parti exige l'autonomie gouvernementale de Trinité-et-Tobago, une réforme constitutionnelle et la nationalisation des industries de produits de base comme le pétrole et le sucre.
Après des décennies de campagne, le peuple de Trinité-et-Tobago obtient le suffrage universel des adultes par le Parlement britannique en 1945. Les premières élections ont lieu en 1946. WINP et d'autres partis forment le Front unique avec Pitt comme l'un des candidats. Il échoue mais il continue son activisme et en 1947 conduit un groupe de membres de WINP en Grande-Bretagne pour faire pression sur le gouvernement Attlee pour obtenir le statut de Commonwealth pour une Fédération des Antilles.
En 1947, Pitt se rend à nouveau en Grande-Bretagne et s'installe à Londres. Il ouvre un cabinet médical dans le quartier d'Euston à Londres et traite des patients blancs et noirs.

## Carrière politique en Grande-Bretagne
Aux élections générales de 1959, il est la première personne d'origine africaine à être candidat au Parlement, se présentant comme candidat du Parti travailliste pour la circonscription de Hampstead au nord de Londres. À partir du milieu des années 1950, Pitt s'engage dans la politique locale. Après avoir prononcé un discours à la conférence du parti travailliste de 1957, Roy Shaw, alors trésorier de Tribune, lui demande s'il se présenterait au Parlement. Les questions de race sont un sujet dans la campagne et Pitt est battu par le candidat du Parti conservateur, Henry Brooke. Au cours de la campagne, Pitt reçoit des menaces de mort racistes, tout comme sa famille; cependant, malgré les abus racistes, il refuse de se retirer du scrutin. Il fonde par la suite la Campagne contre la discrimination raciale.
Deux ans plus tard, en 1961, il est élu au London County Council (LCC) comme conseiller de Stoke Newington et Hackney North et siège au LCC et à son successeur, le Greater London Council (GLC), jusqu'en 1975; il est le premier candidat de la minorité pour être élu à ce poste dans le gouvernement local. Il est vice-président du GLC de 1969 à 1970 et, en 1974, il est le premier Noir à devenir président du GLC,.
Il se présente à nouveau en 1970, comme candidat du Parti travailliste pour Clapham. Bien que cela ait été considéré comme un siège sûr pour les travaillistes le conservateur William Shelton est élu. Le racisme a également été un facteur de cette défaite électorale, avec un tract anonyme diffusé pendant la campagne avec le slogan: «Si vous désirez un coloré pour voisin, votez pour le Parti travailliste. Si vous êtes déjà accablé [sic] votez conservateur. ",.
En 1975, le premier ministre, Harold Wilson, recommande la nomination de Pitt à la Chambre des lords comme pair à vie et il est créé baron Pitt de Hampstead, de Hampstead dans le Grand Londres et de Hampstead à la Grenade le 3 février 1975, le deuxième pair afro-caribéen après Learie Constantine,. En tant que membre de la Chambre des lords, il joue un rôle de premier plan dans la campagne pour le Race Relations Act 1976. 
Pitt est un leader du mouvement contre l'apartheid en Afrique du Sud, avec des réunions de protestation organisées depuis le sous-sol de son cabinet à North Gower Street, Londres.
Il est décrit comme un radical noir pour avoir suggéré que davantage de minorités ethniques devraient postuler pour devenir officiers de police; cela, ironiquement, met en colère de nombreux membres de la communauté noire qui estiment que la police est institutionnellement raciste.
En 1983, pour marquer son 70e anniversaire, la Fondation Lord Pitt est créée.
De 1985 à 1986, Pitt est président de la British Medical Association, qu'il décrit comme son poste honorifique préféré.

## Vie privée
En 1943, Pitt épouse Dorothy Elaine Alleyne, qu'il rencontre à Trinidad, et ils ont trois enfants: un fils, Bruce, et deux filles, Phyllis et Amanda ,. Il meurt à Londres, âgé de 81 ans, le 18 décembre 1994.
En 2004, il est nommé comme l'un des " 100 Grands Britanniques noirs ", dans le cadre du Mois de l'histoire des Noirs.
En 2009, la «Lord David Pitt Memorial Lecture» annuelle à l'hôtel de ville de Londres est lancée par Jennette Arnold en collaboration avec la British Caribbean Association,.
Une plaque au 200 North Gower Street à Camden, Londres, commémore le bâtiment où Pitt a travaillé comme médecin de 1950 à 1984.